# Vickers VC.1 Viking
Виккерс Викинг (англ. Vickers VC.1 Viking) — британский двухмоторный пассажирский самолёт, созданный на основе бомбардировщика Виккерс Веллингтон. Являлся одним из основных пассажирских самолётов британских авиакомпаний до появления в начале 1950-х годов турбовинтовых авиалайнеров, таких как Виккерс Вайкаунт. Экспериментальный Викинг с турбореактивными двигателями Роллс-Ройс Нин стал первым в мире реактивным пассажирским самолётом.

## Разработка и описание конструкции
В октябре 1944 года Министерство авиационной промышленности Великобритании выдало спецификацию 17/44 на разработку пассажирского самолёта для линий малой дальности, в соответствии с которой был выдан заказ компании Виккерс-Армстронг Лимитед на изготовление трёх прототипов. Для ускорения разработки рассматривались варианты создания нового самолёта на базе серийно выпускавшихся Виккерсом-Армстронгом бомбардировщиков — «Виндзор», «Веллингтон» или «Уорвик», каждый из которых имел грузопассажирскую модификацию. В итоге было принято решение вести разработку новой машины на базе Веллингтона с использованием элементов конструкции остальных упомянутых моделей. Новый самолёт первоначально получил обозначение «Веллингтон Транспорт» (англ. Wellington Transport), но позже, после проведения испытаний, по аналогии с обозначением широко распространённых самолётов производства американской компании Дуглас — DC-3, DC-4, самолёт получил обозначение VC.1 (Vickers Commercial No.1 — Виккерс Коммерческий №1) и собственное имя «Викинг». Это имя уже было использовано компанией Виккерс для одномоторного самолёта-амфибии, производимого после Первой мировой войны, но после окончания его производства прошло уже много лет и повторное использование этого же названия не приводило к путанице.
Все самолёты, рассматриваемые в качестве прототипов («Виндзор», «Веллингтон», «Уорвик») имели так называемую «геодезическую» силовую конструкцию фюзеляжа и крыльев, представлявшую собой пространственную раму из диагональных дюралюминиевых балок, обтянутая тканевой обшивкой. Такая конструкция давала выигрыш в массе, обладала большей живучестью и позволяла обеспечить большее внутренне пространство в сравнении с конструкциями с работающей обшивкой, но оказалась непригодной для вновь разрабатываемых скоростных машин — под действием скоростного воздушного напора крыло геодезической конструкции не сохраняло свой профиль.
Разрабатываемый «Викинг» получил от «Веллингтона» крыло геодезической конструкции с полотняной обшивкой и проверенные двигателя Бристоль Геркулес 130. Более просторный фюзеляж был разработан с учётом опыта эксплуатации транспортных модификаций бомбардировщиков-прототипов, имевшие узкие и тесные фюзеляжи. Первоначально предполагалось разработать для «Викинга» новое шасси с носовой стойкой, но для ускорения разработки конструкцию шасси с хвостовым не убирающимся колесом заимствовали у «Веллингтона» и «Уорвика».
Самолёт был разработан довольно быстро — уже 22 июня 1945 года прототип, получивший фирменное обозначение Тип 491 и регистрационный номер G-AGOK, совершил свой первый полёт под управлением лётчика-испытателя Мата Саммерса (Mutt Summers) — первого пилота знаменитого «Спитфайра». Вскоре в воздух поднялись остальные два заказанных прототипа Виккерс 495 G-AGOL и Виккерс 496 G-AGOM. В ходе испытаний проводилась проверка на возможность взлёта с одним отказавшим двигателем — «Викинг» стал первым пассажирским самолётом, отвечающим этому новому на тот момент требованию ИКАО. После успешного окончания испытаний последовал первый заказ на 19 серийных самолётов от авиакомпании BOAC, первый из которых полетел 23 марта 1946 года.
Эти самолёты (позднее получившие обозначение Viking IA), проработали на линиях до декабря 1946 года, после чего были возвращены для доработки производителю. Нарекания вызвали неудовлетворительная работа противообледенительной системы передней кромки крыла и хвостового оперения и невозможность эксплуатации пассажирского самолёта с полотняной обшивкой в осенне-зимний период. Для устранения этих недостатков пришлось изменить конструкцию самолёта — полотняную обшивку фюзеляжа заменили дюралюминиевой, оставив геодезический силовой набор, крыло же было спроектировано заново, оно стало цельнометаллическим с классической силовой структурой с лонжеронами, нервюрами и работающей обшивкой. Машины новой конструкции обозначались Viking I. Также выпускались версия с увеличенной на 0,7 м длиной фюзеляжа, который стал вмещать 24 пассажирских кресла вместо 21 и имел 8 иллюминаторов вместо 7. Для компенсации возросшей весовой нагрузки были установлены более мощные двигатели Бристоль Геркулес 634. Машины с удлинённым фюзеляжем получили обозначение Viking IB, позднее в этом варианте устанавливались 27, а для коротких маршрутов даже 38 пассажирских кресел.
Королевские военно-воздушные силы Великобритании заказали 12 самолётов под обозначением Viking C2. Специально разработанный на основе «Викинга» военно-транспортный самолёт был принят на вооружение под обозначением «Валлета». Также отдельное обозначение — «Варсити» — получил учебно-тренировочный самолёт на основе «Викинга».
Один из «Викингов» на стадии производства был оснащён двумя турбореактивными двигателями Роллс-Ройс Нин. Этот самолёт, совершивший свой первый полёт 6 апреля 1946 года, стал первым в мире реактивным авиалайнером, хотя и экспериментальным. Самолёт получил заводское обозначение Тип 618 Нин-Викинг.

## Модификации
VikingПрототипы с двумя двигателями Бристоль Геркулес 130 мощностью 1 675 лс (1 250 кВт).
Viking 1AПервые серийные самолёты, имевшие геодезическую конструкцию, оснащались двумя двигателями Бристоль Геркулес 630 мощностью 1 690 лс (1 261 кВт). Построено 19 самолётов.
Viking 1Серийные самолёты с цельнометаллической конструкцией крыльев и фюзеляжа, оснащались двумя двигателями Бристоль Геркулес 634 мощностью 1 690 лс (1 261 кВт). Часть машин переделана из Viking 1A, всего 48 самолётов.
Viking 1BViking 1 с удлинённым фюзеляжем. Построено 113 самолётов.
Nene VikingОдин Viking 1B, переоснащённый для испытаний двух турбореактивных двигателей Роллс-Ройс Нин I тягой 2250 кг (22,24 кН). Позднее был переделан в Viking 1B и использовался авиакомпанией Eagle Aviation.
Viking C2Обозначение Королевских военно-воздушных сил Великобритании. Изготовлено 16 самолётов, часть из них использовалась авиакомпаниями в качестве пассажирских под обозначением Viking 1B.
Valetta C2Военно-транспортная модификация с большим грузовым люком и усиленной конструкцией пола. Построено 263 самолёта.
Varsity T1Учебно-тренировочный самолёт на базе Valetta, имел трёхстоечное шасси с носовой стойкой. Построено 163 самолёта.

## Эксплуатация
Первые серийные «Викинги» поступили в европейское отделение BOAC, которое 1 августа 1946 года начала осуществлять регулярные перевозки как самостоятельная авиакомпания British European Airways (BEA). Эксплуатация «Викингов» на регулярных маршрутах началась 1 сентября 1946 года на линии Нортолт (Лондон) — Копенгаген. По сравнению с DC-3, ранее обслуживающим этот маршрут, время полёта сократилось на 35 минут. Вскоре «Викинги» заменили «Дакоты» и на рейсах BEA в Гибралтар, Амстердам, Осло и Прагу. С 1951 года салоны «Викингов» BEA были переделаны с 27-местных на 38-местные. Такая компоновка пассажирского салона получила название «Адмиральский класс». BEA использовала Викинги на многих европейских и внутренних маршрутах на протяжении 8 лет до конца 1954 года, когда они были заменены более современными авиалайнерами Аэйрспид Эмбассадор и Виккерс Виккерс Вайкаунт и проданы различным частным авиакомпаниям Великобритании. Позднее часть этих «Викингов» была перепродана различным европейским авиакомпаниям.
Кроме British European Airways, «Викинги» заказали несколько других авиакомпаний - британские Hunting Air Travel и Airwork Ltd., индийские Indian National Airways и Air India, датская DDL, иракская Iraqi Airways, ирландская Aer Lingus, родезийская Central African Airways, южноафриканские South African Airways и Suidair International. Всего же авиалайнер эксплуатировали более трёх десятков авиакомпаний Великобритании, и не меньшее количество гражданских операторов из других стран. На регулярных рейсах самолёт использовался до середины 1950-х, в чартерных и грузовых компаниях — до середины 1970-х.

## Основные эксплуатанты

### Гражданские авиакомпании
Австрия
- Aero Transport

 Аргентина
- Aerolíneas Argentinas
- FAMA Flota Aérea Mercante Argentina
- LADE

 Бельгия
- Aviameer Airlines

 Великобритания
- African Air Safaris
- Air Couriers
- Air Ferry
- Air Safaris
- Airwork Services
- Arabian Desert Airlines
- Autair
- Bembridge Air Hire Limited
- BKS Air Transport
- British European Airways
- British Overseas Airways Corporation (использовался только для пробных полётов)
- Bond Air Services[англ.]
- British International Airlines
- BSAA British South American Airways
- Canopus Airways
- Claydon Aviation
- Continental Air Services
- Crewsair Ltd.
- Don Everall Aviation

- Eagle Aviation/Eagle Airways
- East Anglian Flying Services/ Channel Airways
- Eros Airlines
- Falcon Airways
- Field Aircraft Services
- First Air Trading Company
- Hunting Air Transport
- Hunting-Clan Air Transport
- Independent Air Travel
- Invicta International Airways
- Lep Airservices
- Maitland Drewery Aviation
- Meredith Air Transport
- Orion Airways
- Overseas Aviation
- Pegasus Airlines
- Tradair Limited
- Trans World Charter
- United Airways Ltd

 Германия
- Aero Express Flug
- Aerotour
- Colombus Luftreederei
- Deutsche Flugdienst
- Industrie Flugdienst
- KHD Luftfahrtunternehmen Karl Herfurtner Düsseldorf
- LBA - Luftfahrtsbundesamt
- LTU International
- Lufthansa
- Trans-Avia Flug
- WDFD West Deutsche Fluglinie

 Дания
- DDL

 Египет
- Misrair

 Индия
- Air India
- Indian Airlines Corporation
- Indian National Airways

 Ирак
- Iraqi Airways
- Iraq Petroleum Transport Company

 Ирландия
- Aer Lingus

 Италия
- Mediteravia

 Португалия (Португальская Индия)
- Transportes Aéreos da Índia Portuguesa

 Тринидад и Тобаго
- British West Indian Airways

 Франция
- Airnautic
- Air Sahara

- Europe Aero Service

 Швейцария
- Balair
- Swiss Universal Air Charter

- Protea Airways
- South African Airways
- Suldair International Airways
- Trek Airways
- United Airways

- Central African Airways

### Правительственные и военные операторы
- ВВС Аргентины[4]

## Технические характеристики Vickers Viking 1B
Источник данных: http://airliner.narod.ru/airliners1942-48/vickers-viking.htm#data

Технические характеристики
- Экипаж: 2
- Пассажировместимость: 24 - 27 в зависимости от компоновки салона
- Длина: 19,86 м
- Размах крыла: 27,20 м
- Высота: 5,97 м
- Площадь крыла: 81,93 м²
- Масса пустого: 10 433 кг
- Нормальная взлётная масса: 15 422 кг
- Силовая установка: 2 × Бристоль Геркулес 634
- Мощность двигателей: 2 × 1 690 л.с. (2 × 1 261 кВт)

Лётные характеристики
- Максимальная скорость: 423 км/ч
- Крейсерская скорость: 338 км/ч
- Практическая дальность: 2 736 км
- Практический потолок: 7 620 м

## Аварии и катастрофы
По состоянию на 21 июня 2020 года в различных авариях и катастрофах было потеряно 57 самолётов Vickers Viking различных модификаций. При этом погибли 342 человека. Попыток угона не было.